# خشوع
خشوع مصطلح يتردد كثيراً في القرآن والسنة النبوية ، فقد تكرر ذكره بجميع مشتقاته في القرآن الكريم أكثر من خمس عشرة مرة ؛ ومعناه تذلل القلب وخوفه من الله تعالى ، وإذا حصل التذلل والخوف للقلب خشعت الجوارح فهي تبع للقلب.ومحل الخشوع القلب وثمرته تظهر على الجوارح.

## تعريف الخشوع

### لغة
قال ابن فارس : (الخاء والشين والعين أصلٌ واحد، يدل على التطامن. يقال: خشع إذا تطامن وطأطأ رأسه، يخشع خشوعاً. وهو قريب المعنى من الخضوع، إلا أن الخضوع في البدن والخشوع في الصوت والبصر). وقال الفيّومي :[خشع خشوعاً إذا خضع. وخشع في صلاته ودعائه: أقبل بقلبه على ذلك، وهو مأخوذ من خشعت الأرض إذا سكنت واطمأنت]. وقال الراغب :(الخشوع: الضراعة. وأكثر ما يستعمل الخشوع فيما يوجد على الجوارح، والضراعة أكثر ما تستعمل فيما يوجد في القلب. ولذلك قيل فيما رُوي: «إذا ضرع القلب خشعت الجوارح).

### اصطلاحًا
```
* قال 
ابن القيم
 : (الخشوع: قيام القلب بين يدي الرب بالخُضُوع والذُّلِّ )
[
5
]

* قال 
ابن رجب
: (أصل الخشوع لين القلب ورقته وسكونه وخضوعه وانكساره ، فإذا خشع القلب تبعه خشوع جميع الجوارح والأعضاء، لأنها تابعة له ).
[
6
]

* قال 
القرطبي
 : الخاشعون جمع خاشع وهو المتواضع والخشوع هيئة في النفس يظهر منها في الجوارح سكون وتواضع. وقال قتادة الخشوع في القلب وهو الخوف وغض البصر في الصلاة.
[
7
]

* وقيل :الخشوع: لين القلب، وخضوعه، ورقته، وسكونه، وحضوره وقت تَلبُّسه بطاعة الله، فتتبعه جميع الجوارح والأعضاء ظاهراً وباطناً؛ لأنها تابعة للقلب، وهو أميرها، وهي جنوده.
[
8
]
```

## أهمية الخشوع
للخشوع أهمية كبيرة في العبادات _ لاسيما _ في الصلاة ،ولقد جاءت أدلة كثيرة تؤكد هذه الفضل والأهمية ومنها:
- سبب الفلاح ودخول الجنة : قال الله تعالى :﴿  قَدْ أَفْلَحَ الْمُؤْمِنُونَ {1} الَّذِينَ هُمْ فِي صَلَاتِهِمْ خَاشِعُونَ ﴾
- الخشوع صفة من صفات الأنبياء يقول تعالى: ﴿ إنَّهُمْ كَانُوا يُسَارِعُونَ فِي الْخَيْرَاتِ وَيَدْعُونَنَا رَغَبًا وَرَهَبًا وَكَانُوا لَنَا خَاشِعِينَ ﴾
- الصلاة الخاشعة كفارة للذنوب قال النبي محمد : لحديث عثمان قال: سَمِعْتُ رَسُولَ اللَّهِ يَقُولُ: ((مَا مِنِ امْرِئٍ مُسْلِمٍ تَحْضُرُهُ صَلَاةٌ مَكْتُوبَةٌ، فَيُحْسِنُ وُضُوءَهَا، وَخُشُوعَهَا، وَرُكُوعَهَا إِلاَّ كَانَتْ كَفَّارَةً لِمَا قَبْلَهَا مِنْ الذُّنُوبِ، مَا لَمْ يأْتِ كَبيرَةً، وَذَلِكَ الدَّهْرَ كُلَّهُ))[9]
- الخشوع وقاية وحماية: عن ابن عباس قال: سمعت رسول الله يقول: «عينان لا تمسهما النار عين بكت من خشية الله، وعين باتت تحرس في سبيل الله).[10]

## محل الخشوع
الخشوع محلّه القلب، ولا بدّ أن تظهر آثاره على الجوارح، على الوجه والجسم.أما إذا ظهرت آثار الخشوع على الجوارح ولم يكن في القلب شيء منه فهذا خشوع النفاق.
قال حذيفة: إياكم وخشوع النفاق.

## حكم الخشوع في الصلاة
اختلف الفقهاء في حكم الخشوع في الصلاة ما بين الوجوب والاستحباب ،ومن الذين ذهبوا إلى وجوب الخشوع في الصلاة ابن تيمية إذ يقول : (ويدل على وجوب الخشوع فيها(الصلاة) أيضاً قوله تعالى: ﴿  قَدْ أَفْلَحَ الْمُؤْمِنُونَ {1} الَّذِينَ هُمْ فِي صَلَاتِهِمْ خَاشِعُونَ ﴾إلى قوله: ﴿ أُولَئِكَ هُمُ الْوَارِثُونَ * الَّذِينَ يَرِثُونَ الْفِرْدَوْسَ هُمْ فِيهَا خَالِدُونَ ﴾أخبر سبحانه أن هؤلاء هم الذين يرثون فردوس الجنة، وذلك يقتضي أنه لا يرثها غيرهم، وقد دلَّ هذا على وجوب هذه الخصال؛ إذ لو كان فيها ما هو مستحبّ لكانت جنة الفردوس تورث بدونها، لأن الجنة تُنال بفعل الواجبات دون المستحبات، ولهذا لم يذكر في هذه الخصال إلا ما هو واجب).

## مواضيع ذات صلة
- قنوت
- التوبة في الإسلام
- صلاة الجماعة